# Lakeview (Texas)
Lakeview é uma cidade  localizada no estado norte-americano do Texas, no Condado de Hall.

## Demografia
Segundo o censo norte-americano de 2000, a sua população era de 152 habitantes.
Em 2006, foi estimada uma população de 151, um decréscimo de 1 (-0.7%).

## Geografia
De acordo com o United States Census Bureau tem uma área de
0,5 km², dos quais 0,5 km² cobertos por terra e 0,0 km² cobertos por água.

## Localidades na vizinhança
O diagrama seguinte representa as localidades num raio de 36 km ao redor de Lakeview.